# Mario Koch
Mario Koch (ur. 23 maja 1978) – niemiecki zapaśnik startujący w stylu wolnym. Zajął dziewiętnaste miejsce na mistrzostwach świata w 2003. Siódmy na mistrzostwach Europy w 2003. Piąty w Pucharze Świata w 2003 roku.
Mistrz Niemiec w 2003; drugi w 2000, 2005, 2008, 2012 i 2013; a trzeci w 2001, 2004, 2009, 2014 i 2015 roku.